# Calvin Souther Fuller
Calvin Souther Fuller (Chicago, 25 de maio de 1902 — Vero Beach, 28 de outubro de 1994) foi um físico químico estadunidense.